# 九霄環佩

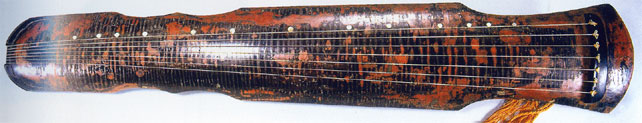
北京故宮博物院藏伏羲氏九霄環佩的正面

九霄環佩是唐朝時由四川斫琴世家雷氏斫制的數床古琴，現存五床。 其中兩床為香港商人何作如和沈興順所有，其餘三床分別藏於北京故宫博物院、中国國家博物馆、辽宁省博物馆。

## 歷史
九霄環佩在唐朝開元年間由四川斫琴世家雷氏第一代雷威斫制，數把琴腹款均題為“九霄環佩”，除去很少有研究的沈興順藏琴為鳳勢式外，均為伏羲氏。

### 故宮博物院所藏
此琴長124（49英寸），肩寬21.8（8.6英寸），額寬22.7（8.9英寸），尾寬15.4（6.1英寸）。以面板、底板均為杉木，而納音和肩部邊側以桐木鑲合，通體髹紫漆，只以鹿角霜為灰胎，有小蛇腹断纹。因為年歲久遠而磨損，故多處以朱漆补髹。其龙池、凤沼全部為扁圆形、琴腹内的纳音隆起。琴徽以蚌殼製成，琴轸是紅木、足部用白玉、岳山和护轸用紫檀。护轸可能是清朝時由廣陵琴派古琴演奏家徐祺所装。
龙池上方刻出的名稱“九霄環佩”使用篆書，下方的篆字印章為“包含”。龍池右面是行书“冷然希太古。诗梦斋珍藏”及印“诗梦斋印”，左面是行書寫成的“超迹苍霄，逍遥太极。庭坚。”鳳沼上方是篆字印章“三唐琴榭”，下部為楷書“霭霭春风细，琅琅环佩音。垂帘新燕语，苍海老龙吟。苏轼记”和印“楚园藏琴”。 據鄭珉中研究，從鐫刻方式和記年的失誤判斷，此處蘇軾和黃庭堅的題款為後刻。
楊宗稷對此琴的描述違反常理，前後矛盾。楊氏最初很喜歡這張琴，稱之為「最上古琴」，後來仿斫了兩張琴，並命名為「無上」，自稱聲音有過之而無不及，鄭珉中表示可能只是音量比較大而已。而李伯仁則此琴稱爲“仙品”。
按史籍有跡可循的藏家即“詩夢齋印”的主人晚清琴家佛尼音布、其後分別由溥侗、刘世珩（“楚园”、“三唐琴榭”主人）、其子劉之泗收藏。最後一位主人是刘晦之。1953年，由時任國家文物局局長郑振铎從刘晦之手中買下收藏於故宮博物院。 

### 中國國家博物館所藏
此琴長123.5（48.6英寸），肩寬21（8.3英寸），尾寬15（5.9英寸）。這床琴原为宋朝冯轸所藏，馮軫在其著作中錄有此琴的腹款。南宋嘉泰元年（1201年）時由收藏家周必大鉴定為雷氏所作，但不清楚是雷家的哪一位斫琴師。

### 遼寧省博物館所藏
此琴長122.7（48.3英寸）、肩宽21.1（8.3英寸）、尾宽15.5（6.1英寸），本通體髹栗色漆，琴面重髹後變成了朱紅色。灰胎使用鹿角霜。琴面有小蛇腹纹和牛毛纹、底部是蛇腹纹和冰裂纹。琴徽以蚌殼製成，岳山用紫檀，轸、足用红木。圓形的龍池上方為篆刻“九霄环佩”，這段字下面是篆印“夏氏泰符子孙永宝”，龍池下方是篆印“清和”。橢圓形的凤沼为椭内有百衲纹，無款字。琴身右侧有隶书“响泉韵磬”和“乾隆御赏”兩行，還有篆印“幾暇臨池”。
此琴隨之附有琴箱，不過琴箱雖然有“乾隆御题”的方形印和“宋制”的標誌，但實際上是琉璃廠的古董商依照清室藏琴“音朗号钟”或宋琴“松石間意”的琴箱偽造的，因此此琴並非宋琴也不是清朝皇室藏品。

### 何作如所藏
由香港人何作如收藏的九霄環佩由雷氏第一代斫琴師雷威製成。曾出現在至德元年（756年）唐肅宗的登基大典上。 何作如在2003年在北京嘉德國際拍賣有限公司春拍以約當時近350萬人民幣的價格拍下，於次年將其帶到上海，由其他演奏者試彈。但反響並不好，普遍認為此琴“声音一般”、“徒有其名”且“令人失望”。同年9月何作如將其帶到北京，由李祥霆的學生張君借來給他試彈，根據李的意见，此琴實是佳品，認為“其一二三弦宏松、润透、雄伟、深厚异常”、“六七弦已成松透、深厚、润朗之境”。後來便時常將其借給李祥霆到各地演出使用，亦曾使用它來錄製專輯。
當時這床九霄環佩的拍賣創下了古琴拍賣的記錄，但當年11月就被以890萬人民幣拍出的“大聖遺音”刷新。2011年何作如再度將此琴上拍，但是以超過2億人民幣的價格流拍。目前這床琴估價高達4億人民幣，但李祥霆認為4億估價過高。

## 外部連結
- 故宮博物院的九霄環珮
- 九霄環珮-李祥霆試奏（页面存档备份，存于）